# Ulveczki Zoltán
Ulveczki Zoltán (Püspökladány, 1971. május 1. –) magyar labdarúgó. Profi pályafutását a Debreceni VSC csapatában kezdte, ahol egyből meghatározó játékos lett, majd a Pécsi MFC csapatához igazolt és ismét kulcsember volt a baranyai klubban. Ezután következett egy NB II-es évad, ami tökéletesen sikerült és ismét visszahívták Debrecenbe, de a következő szezonban megint kölcsönadták, de a jó teljesítmény miatt bejátszotta magát a Loki csapatába. Visszavonulása után másfél évig a Báránd KSE csapatába játszott, ahonnan végleg visszavonult.